# DDR-Meisterschaft im Bogenschießen
DDR-Meisterschaften im Bogenschießen wurden von 1959 bis 1990 in mehreren Disziplinen durchgeführt.

## FITA-Runde Herreneinzel
| Jahr | 1. Platz                              | 2. Platz                              | 3. Platz                              |
| ---- | ------------------------------------- | ------------------------------------- | ------------------------------------- |
| 1959 | H. Kißmehl (Lok Halle)                | Stolle (Fortschritt Kirschau)         | Sickor (Fortschritt Kirschau)         |
| 1960 | Manfred Otremba (Vorwärts Strausberg) | Weigel (Chemie Lauscha)               | Sickor (Fortschritt Kirschau)         |
| 1961 | H. Kißmehl (Lok Halle)                | Manfred Otremba (Vorwärts Strausberg) | Sickor (Fortschritt Kirschau)         |
| 1962 | R. Nestler (SC Wismut K.-M.-Stadt)    | Sickor (Fortschritt Kirschau)         | Friese (Fortschritt Kirschau)         |
| 1963 | R. Nestler (SC Wismut K.-M.-Stadt)    | Eichner (Lok Jena)                    | Piffmehl (Lok Halle)                  |
| 1964 | Manfred Otremba (Vorwärts Strausberg) | Jäckel (Fortschritt Kirschau)         | Eichner (Lok Jena)                    |
| 1965 | H. Kißmehl (Lok Halle)                | Bernd Simon (Vorwärts Strausberg)     | Manfred Otremba (Vorwärts Strausberg) |
| 1966 | Jürgen Todtenhöfer (Stahl Maxhütte)   | Gerhard Specht (SG Horschlitt)        | H. Kißmehl (Lok Halle)                |
| 1967 | Bernd Simon (Vorwärts Strausberg)     | Gerhard Specht (SG Horschlitt)        | H. Kißmehl (Lok Halle)                |
| 1968 | Bernd Simon (Vorwärts Strausberg)     | Langheinrich (Chemie Pirna)           | Gerhard Specht (SG Horschlitt)        |
| 1969 | F. Kolbe (Chemie Pirna)               | Bernd Simon (Vorwärts Strausberg)     | Schilling (Lok Eisenach)              |
| 1970 | Siegfried Linke (SC DHfK Leipzig)     | Bernd Schultze (Robotron Radeberg)    | Bernd Simon (Vorwärts Strausberg)     |
| 1971 | Siegfried Linke (SC DHfK Leipzig)     | Gerhard Specht (Lok Eisenach)         | Werner Grün (Aufbau Dresden Nord)     |
| 1972 | Siegfried Linke (SC DHfK Leipzig)     | Gerhard Specht (Lok Eisenach)         | Werner Grün (Aufbau Dresden Nord)     |
| 1973 | Gerhard Specht (Lok Eisenach)         | Siegfried Linke (SC DHfK Leipzig)     | Bernd Schultze (Robotron Radeberg)    |
| 1974 | Siegfried Linke (SC DHfK Leipzig)     | Gerhard Specht (Lok Eisenach)         | Werner Grün (Aufbau Dresden Nord)     |
| 1975 | Siegfried Linke (SC DHfK Leipzig)     | Gerhard Specht (Lok Eisenach)         | Werner Grün (Aufbau Dresden Nord)     |
| 1976 | Günter Sternberg (Lok Rostock)        | Gerhard Specht (Lok Eisenach)         | Werner Grün (Aufbau Dresden Nord)     |
| 1977 | Gerhard Specht (Lok Eisenach)         | Günter Sternberg (Lok Rostock)        | Lichtwardt (Lok Rostock)              |
| 1978 | Günter Sternberg (Lok Rostock)        | Gerhard Specht (Lok Eisenach)         | Wolf (Aufbau Dresden Nord)            |
| 1979 | Werner Grün (Aufbau Dresden Nord)     | Steinigk (Motor Finsterwalde)         | Lichtwardt (Lok Rostock)              |
| 1980 | Lichtwardt (Lok Rostock)              | Peter Schäk (EGS Suhl)                | Gerhard Specht (Lok Eisenach)         |
| 1981 | Peter Schäk (EGS Suhl)                | Lichtwardt (Lok Rostock)              | Werner Grün (Aufbau Dresden Nord)     |
| 1982 | Peter Schäk (EGS Suhl)                | Fred Steinigk (Motor Finsterwalde)    | Todtenhöfer (Stahl Maxhütte Könitz)   |
| 1983 | Peter Schäk (EGS Suhl)                | Fred Steinigk (Motor Finsterwalde)    | Jecke (Carl Zeiß Jena)                |
| 1984 | Peter Schäk (EGS Suhl)                | Wirthwein (EGS Suhl)                  | Berg (Wismut Aue)                     |
| 1985 | Peter Schäk (EGS Suhl)                | Berg (Wismut Aue)                     | Fred Steinigk (Motor Finsterwalde)    |
| 1986 | Peter Schäk (EGS Suhl)                | Püschel (Bergmann Borsig Berlin)      | Berg (Wismut Aue)                     |
| 1987 | Peter Schäk (EGS Suhl)                | Jähnichen (Elektro Sondershausen)     | Höppner (Wismut Aue)                  |
| 1988 | Berg (Wismut Aue)                     | Höppner (Wismut Aue)                  | Greulich (Einheit Zepernick)          |
| 1989 | Fred Steinigk (Motor Finsterwalde)    | Püschel (Bergmann Borsig Berlin)      | Elstermann (Chemie Pirna)             |
| 1990 | Fred Steinigk (Motor Finsterwalde)    | Peter Schäk (EGS Suhl)                | Frank Görwitz (Lok Eisenach)          |

## FITA-Runde Dameneinzel
| Jahr | 1. Platz                                      | 2. Platz                                      | 3. Platz                                      |
| ---- | --------------------------------------------- | --------------------------------------------- | --------------------------------------------- |
| 1959 | G. Meinhardt (Fortschritt Zittau)             | Klose (Stahl Gröditz)                         | Wieland (Stahl Gröditz)                       |
| 1960 | M. Sickor (Fortschritt Zittau)                | Neske (Motor Jena)                            | U. Havenstein (Einheit Zittau)                |
| 1961 | U. Havenstein (Einheit Zittau)                | Bulang (Vorwärts Strausberg)                  | Gerda Hegewald (Vorwärts Strausberg)          |
| 1962 | U. Havenstein (Lok Löbau)                     | M. Sickor (Fortschritt Kirschau)              | Ilona Bauer (Chemie Leipzig-Ost)              |
| 1963 | U. Havenstein (Lok Löbau)                     | Gerda Hegewald (Vorwärts Strausberg)          | S. Michel (Vorwärts Strausberg)               |
| 1964 | M. Sickor (Fortschritt Kirschau)              | Gerda Hegewald (Vorwärts Strausberg)          | Gröger (Fortschritt Kirschau)                 |
| 1965 | M. Sickor (Fortschritt Kirschau)              | Förster (Einheit Glauchau)                    | Zimmermann (Chemie Lauscha)                   |
| 1966 | M. Sickor (Fortschritt Kirschau)              | Ilona Bauer (DHfK Leipzig)                    | Förster (Einheit Glauchau)                    |
| 1967 | H. Isecke (Motor Carl Zeiß Jena)              | Ilona Bauer (DHfK Leipzig)                    | Förster (Einheit Glauchau)                    |
| 1968 | L. Falke (TSG Saalfeld)                       | Ilona Bauer (DHfK Leipzig)                    | Förster (Einheit Glauchau)                    |
| 1969 | L. Falke (TSG Saalfeld)                       | Ilona Bauer (DHfK Leipzig)                    | Förster (Einheit Glauchau)                    |
| 1970 | Ilona Bauer (DHfK Leipzig)                    | L. Falke (TSG Saalfeld)                       | Angelika Müller (Motor Carl Zeiß Jena)        |
| 1971 | L. Falke (TSG Saalfeld)                       | Ilona Bauer (DHfK Leipzig)                    | Biermann (Wismut Aue)                         |
| 1972 | Ilona Bauer (DHfK Leipzig)                    | Richter (Aufbau Dresden)                      | Kühne (Wismut Aue)                            |
| 1973 | L. Falke (TSG Saalfeld)                       | Kolbe (Chemie Pirna)                          | Kötzschau (Wismut Aue)                        |
| 1974 | Thalmann (Stahl Maxhütte)                     | L. Falke (TSG Saalfeld)                       | Kolbe (Chemie Pirna)                          |
| 1975 | L. Falke (TSG Saalfeld)                       | Biermann (Wismut Aue)                         | Thalmann (Stahl Maxhütte)                     |
| 1976 | Thalmann (Stahl Maxhütte)                     | Biermann (Wismut Aue)                         | Kötzschau (Wismut Aue)                        |
| 1977 | Kolbe (Chemie Pirna)                          | Zehm (Carl Zeiß Jena)                         | Rosemarie Grzondziel (Bergmann-Borsig Berlin) |
| 1978 | Zehm (Carl Zeiß Jena)                         | A. Biermann (Wismut Aue)                      | Kunze (Lok Eisenach)                          |
| 1979 | Rosemarie Grzondziel (Bergmann-Borsig Berlin) | Marina Wykowski (Vorwärts Strausberg)         | Zehm (Carl Zeiß Jena)                         |
| 1980 | Rosemarie Grzondziel (Bergmann-Borsig Berlin) | A. Biermann (Wismut Aue)                      | Kästner (Wismut Aue)                          |
| 1981 | Rosemarie Grzondziel (Bergmann-Borsig Berlin) | Thalmann (Stahl Maxhütte)                     | Kohnke (Bergmann Borsig Berlin)               |
| 1982 | Rosemarie Grzondziel (Bergmann-Borsig Berlin) | Lenz (Chemie PCK Schwedt)                     | Gabriele Reuter (Vorwärts Strausberg)         |
| 1983 | Berg (Wismut Aue)                             | Rosemarie Grzondziel (Bergmann-Borsig Berlin) | Kerstin Hiebsch (Vorwärts Strausberg)         |
| 1984 | Rosemarie Grzondziel (Bergmann-Borsig Berlin) | Kohnke (Bergmann Borsig Berlin)               | Ezold (Wismut Aue)                            |
| 1985 | Gabriele Reuter (Vorwärts Strausberg)         | Rosemarie Grzondziel (Bergmann-Borsig Berlin) | Ina Löscher (Wismut Aue)                      |
| 1986 | Gabriele Reuter (Vorwärts Strausberg)         | Kohnke (Bergmann Borsig Berlin)               | Berg (Wismut Aue)                             |
| 1987 | Berg (Wismut Aue)                             | Kohnke (Bergmann Borsig Berlin)               | Jahn (Wismut Aue)                             |
| 1988 | Jahn (Wismut Aue)                             | Ezold (Wismut Aue)                            | Gabriele Möslein (Stahl Maxhütte)             |
| 1989 | Berg (Wismut Aue)                             | Jahn (Wismut Aue)                             | Christine Karzek (Bergmann Borsig Berlin)     |
| 1990 | Cornelia Pfohl (Wismut Aue)                   | Gabriele Möslein (Stahl Maxhütte)             | Christine Karzek (Bergmann Borsig Berlin)     |

## Feld- und Jagdschießen Herreneinzel
| Jahr | 1. Platz                          | 2. Platz                               | 3. Platz                            |
| ---- | --------------------------------- | -------------------------------------- | ----------------------------------- |
| 1972 | Gerhard Specht (Lok Eisenach)     | Werner Grün (Aufbau Dresden-Nord)      | Siegfried Linke (SC DHfK Leipzig)   |
| 1973 | Gerhard Specht (Lok Eisenach)     | Werner Grün (Aufbau Dresden-Nord)      | Siegfried Linke (SC DHfK Leipzig)   |
| 1974 | Werner Grün (Aufbau Dresden-Nord) | Gerhard Specht (Lok Eisenach)          | Günter Sternberg (Lok Rostock)      |
| 1975 | Michael (Lok Rostock)             | Gerhard Specht (Lok Eisenach)          | Siegfried Linke (HSG DHfK Leipzig)  |
| 1976 | Gerhard Specht (Lok Eisenach)     | Günter Sternberg (Lok Rostock)         | Werner Grün (Aufbau Dresden-Nord)   |
| 1977 | Werner Grün (Aufbau Dresden-Nord) | Jürgen Todtenhöfer (Stahl Maxhütte)    | Gerhard Specht (Lok Eisenach)       |
| 1978 | Wolf (Aufbau Dresden Nord)        | Siegfried Linke (HSG DHfK Leipzig)     | Günter Sternberg (Lok Rostock)      |
| 1979 | Gerhard Specht (Lok Eisenach)     | Werner Grün (Aufbau Dresden-Nord)      | Siegfried Linke (HSG DHfK Leipzig)  |
| 1980 |                                   |                                        |                                     |
| 1981 | Schwark (Lok Rostock)             | Wolf (Aufbau Dresden Nord)             | Siegfried Linke (HSG DHfK Leipzig)  |
| 1982 | Peter Schäk (EGS Suhl)            | Jürgen Wirthwein (EGS Suhl)            | Wolf (Aufbau Dresden Nord)          |
| 1983 | Peter Schäk (EGS Suhl)            | Schwark (Lok Rostock)                  | Siegfried Linke (HSG DHfK Leipzig)  |
| 1984 | Peter Schäk (EGS Suhl)            | Jürgen Wirthwein (EGS Suhl)            | Buder (HSG DHfK Leipzig)            |
| 1985 | Peter Schäk (EGS Suhl)            | Wagner (Fortschritt Ehrenfriedersdorf) | Jürgen Wirthwein (EGS Suhl)         |
| 1986 | Damm (EGS Suhl)                   | Bischoff (Fortschritt Zittau)          | Jürgen Wirthwein (EGS Suhl)         |
| 1987 | Peter Schäk (EGS Suhl)            | Kühn (Stahl Maxhütte)                  | Damm (EGS Suhl)                     |
| 1988 | Peter Schäk (EGS Suhl)            | Bischoff (Fortschritt Zittau)          | Greulich (Einheit Zepernick)        |
| 1989 | Peter Schäk (EGS Suhl)            | Steinigk (Motor Finsterwalde)          | Greulich (Einheit Zepernick)        |
| 1990 | Jürgen Wirthwein (EGS Suhl)       | Lothar Schmidt (HSG DHfK Leipzig)      | Jürgen Todtenhöfer (Stahl Maxhütte) |

## Feld- und Jagdschießen Dameneinzel
| Jahr | 1. Platz                                      | 2. Platz                                      | 3. Platz                                      |
| ---- | --------------------------------------------- | --------------------------------------------- | --------------------------------------------- |
| 1972 | Kühne (Motor Carl Zeiß Jena)                  | Rosemarie Grzondziel (Bergmann-Borsig Berlin) | Richter (Aufbau Dresden)                      |
| 1973 | Rosemarie Grzondziel (Bergmann-Borsig Berlin) | Kühne (Motor Carl Zeiß Jena)                  | Rodig (Aufbau Dresden Nord)                   |
| 1974 | Rosemarie Grzondziel (Bergmann-Borsig Berlin) | Zehm (Motor Carl Zeiß Jena)                   | Müller (Motor Carl Zeiß Jena)                 |
| 1975 | Rosemarie Grzondziel (Bergmann-Borsig Berlin) | Zehm (Motor Carl Zeiß Jena)                   | Kunze (Lok Eisenach)                          |
| 1976 | Kolbe (Chemie Pirna)                          | Zehm (Motor Carl Zeiß Jena)                   | Rosemarie Grzondziel (Bergmann-Borsig Berlin) |
| 1977 | Rosemarie Grzondziel (Bergmann-Borsig Berlin) | Zehm (Motor Carl Zeiß Jena)                   | Kolbe (Chemie Pirna)                          |
| 1978 | Rosemarie Grzondziel (Bergmann-Borsig Berlin) | Zehm (Motor Carl Zeiß Jena)                   | Kunze (Lok Eisenach)                          |
| 1979 | Rosemarie Grzondziel (Bergmann-Borsig Berlin) | Kunze (Lok Eisenach)                          | Biermann (Wismut Aue)                         |
| 1980 |                                               |                                               |                                               |
| 1981 | Rosemarie Grzondziel (Bergmann-Borsig Berlin) | Brühl (Carl Zeiß Jena)                        | Kunze (Lok Eisenach)                          |
| 1982 | Kunze (Lok Eisenach)                          | Lenz (PCK Schwedt)                            | Wagner (Wismut Aue)                           |
| 1983 | Rosemarie Grzondziel (Bergmann-Borsig Berlin) | Kunze (Lok Eisenach)                          | Lenz (PCK Schwedt)                            |
| 1984 | Rosemarie Grzondziel (Bergmann-Borsig Berlin) | Lenz (PCK Schwedt)                            | G. Grzondziel (Bergmann Borsig Berlin)        |
| 1985 | Rosemarie Grzondziel (Bergmann-Borsig Berlin) | Lenz (PCK Schwedt)                            | Anke Reuter (Vorwärts Strausberg)             |
| 1986 | Gabriele Möslein (Vorwärts Strausberg)        | Wagner (Fortschritt Ehrenfriedersdorf)        | Brühl (Carl Zeiß Jena)                        |
| 1987 | Gabriele Möslein (Stahl Maxhütte)             | Karzek (Bergmann Borsig Berlin)               | Lenz (PCK Schwedt)                            |
| 1988 | Lenz (PCK Schwedt)                            | Karzek (Bergmann Borsig Berlin)               | Anke Reuter (Vorwärts Strausberg)             |
| 1989 | Gabriele Möslein (Stahl Maxhütte)             | Lenz (PCK Schwedt)                            | Anke Reuter (Vorwärts Strausberg)             |
| 1990 | Gabriele Möslein (Stahl Maxhütte)             | Claudia Penk (PCK Schwedt)                    | Anke Reuter (Vorwärts Strausberg)             |

## Hallenmeisterschaften im Herreneinzel
| Jahr | 1. Platz                          | 2. Platz                           | 3. Platz                            |
| ---- | --------------------------------- | ---------------------------------- | ----------------------------------- |
| 1977 | Werner Grün (Aufbau Dresden Nord) | Peter Schäk (EGS Suhl)             | Göldner (Robotron Radeberg)         |
| 1978 | Michael (Lok Rostock)             | Berg (Wismut Aue)                  | Lichtwardt (Lok Rostock)            |
| 1979 | Lehmann (Motor Finsterwalde)      | Jänichen (Elektro Sondershausen)   | Kirchner (Elektro Sondershausen)    |
| 1980 | Werner Grün (Aufbau Dresden Nord) | Siegfried Linke (DHfK Leipzig)     | Peter Schäk (Elektro Sondershausen) |
| 1981 | Steinigk (Motor Finsterwalde)     | Schanz (Bergmann Borsig Berlin)    | Neumann (TSG Saalfeld)              |
| 1982 | Peter Schäk (EGS Suhl)            | Wildau (Motor Finsterwalde)        | Beltz (Bergmann Borsig Berlin)      |
| 1983 | Werronetzki (Wismut Aue)          | Wirthwein (EGS Suhl)               | Beltz (Bergmann Borsig Berlin)      |
| 1984 | Peter Schäk (EGS Suhl)            | Heiko Wurche (Vorwärts Strausberg) | Neumann (TSG Saalfeld)              |
| 1985 | Neumann (Stahl Könitz)            | Kulka (Wismut Aue)                 | Damm (EGS Suhl)                     |
| 1986 | Peter Schäk (EGS Suhl)            | Kohl (AdW Berlin)                  | Neumann (Stahl Maxhütte)            |
| 1987 | Kühn (Stahl Maxhütte)             | Lange (Lok Greifswald)             | Püschel (Bergmann-Borsig Berlin)    |
| 1988 | Püschel (Bergmann-Borsig Berlin)  | Schmidt (Dynamo Leipzig)           | Greulich (Einheit Zepernick)        |
| 1989 | Peter Schäk (EGS Suhl)            | Berg (Wismut Aue)                  | Püschel (Bergmann-Borsig Berlin)    |
| 1990 | Peter Schäk (EGS Suhl)            | Fred Steinigk (Motor Finsterwalde) | Carsten Kühn (Stahl Maxhütte)       |

## Hallenmeisterschaften im Dameneinzel
| Jahr | 1. Platz                                      | 2. Platz                                      | 3. Platz                                                   |
| ---- | --------------------------------------------- | --------------------------------------------- | ---------------------------------------------------------- |
| 1977 | Kolbe (Chemie Pirna)                          | Rosemarie Grzondziel (Bergmann-Borsig Berlin) | Grenz (Chemie Pirna)                                       |
| 1978 | Kötzschau (Wismut Aue)                        | Kästner (Wismut Aue)                          | Thalmann (Stahl Maxhütte)                                  |
| 1979 | Klumpp (Elektro Sondershausen)                | Kühne (Wismut Aue)                            | Rosemarie Grzondziel (Bergmann-Borsig Berlin)              |
| 1980 | Klumpp (Elektro Sondershausen)                | Rosemarie Grzondziel (Bergmann-Borsig Berlin) | Biermann (Wismut Aue)                                      |
| 1981 | Kohnke (Bergmann-Borsig Berlin)               | Brühl (Carl Zeiß Jena)                        | Gärtner (Mellioration Rostock)                             |
| 1982 | Rosemarie Grzondziel (Bergmann-Borsig Berlin) | Lenz (Chemie PCK Schwedt)                     | Berg (Wismut Aue)                                          |
| 1983 | Berg (Wismut Aue)                             | Weise (Elektro Sondershausen)                 | Schug (Elektro Sondershausen)                              |
| 1984 | Kohnke (Bergmann-Borsig Berlin)               | Lenz (Chemie PCK Schwedt)                     | Löscher (Wismut Aue)                                       |
| 1985 | Löscher (Wismut Aue)                          | Günther (Wismut Aue)                          | Ezold (Wismut Aue) & Gabriele Reuter (Vorwärts Strausberg) |
| 1986 | Ezold (Wismut Aue)                            | Lenz (Chemie PCK Schwedt)                     | Christine Karzek (Bergmann Borsig Berlin)                  |
| 1987 | Gabriele Möslein (Vorwärts Strausberg)        | Berg (Wismut Aue)                             | Jahn (Wismut Aue)                                          |
| 1988 | Berg (Wismut Aue)                             | Kohnke (Bergmann-Borsig Berlin)               | Gabriele Möslein (Stahl Maxhütte)                          |
| 1989 | Berg (Wismut Aue)                             | Anke Reuter (Vorwärts Strausberg)             | Kohnke (Bergmann-Borsig Berlin)                            |
| 1990 | Petra Jahn (Wismut Aue)                       | Cornelia Pfohl (Wismut Aue)                   | Christine Karzek (Bergmann Borsig Berlin)                  |

## FITA-Runde Herrenmannschaft
| Jahr | 1. Platz                                                           | 2. Platz                                                    | 3. Platz                                     |
| ---- | ------------------------------------------------------------------ | ----------------------------------------------------------- | -------------------------------------------- |
| 1959 | Fortschritt Kirschau                                               |                                                             |                                              |
| 1960 | Vorwärts Strausberg                                                |                                                             |                                              |
| 1961 | Vorwärts Strausberg                                                | Fortschritt Kirschau                                        | Chemie Lauscha                               |
| 1962 | Fortschritt Kirschau                                               | Lokomotive Halle                                            | Chemie Lauscha                               |
| 1963 | Lokomotive Jena                                                    | Vorwärts Strausberg                                         | Fortschritt Kirschau                         |
| 1964 | Vorwärts Strausberg (Manfred Otremba, Bernd Simon, Erich Hegewald) |                                                             |                                              |
| 1965 | Vorwärts Strausberg (Manfred Otremba, Bernd Simon, Erich Hegewald) |                                                             |                                              |
| 1966 | Vorwärts Strausberg                                                |                                                             |                                              |
| 1967 | Vorwärts Strausberg                                                |                                                             |                                              |
| 1968 | Vorwärts Strausberg                                                | Chemie Pirna                                                | Motor Suhl West                              |
| 1969 | Lokomotive Eisenach (Schilling, Gerhard Specht, Lucke)             | Vorwärts Strausberg (Bernd Simon, Lehmann, Manfred Otremba) | Chemie Pirna (Langheinrich, Kolbe, Leuschke) |
| 1970 | Lokomotive Eisenach                                                |                                                             |                                              |
| 1971 | Aufbau Dresden Nord                                                | Stahl Maxhütte-Könitz                                       | Motor Jena                                   |
| 1972 | Lokomotive Eisenach (Gerhard Specht, Backhaus, Schilling)          | Aufbau Dresden Nord                                         | Wismut Aue                                   |
| 1973 | Aufbau Dresden Nord                                                | Lokomotive Eisenach                                         | Wismut Aue                                   |
| 1974 | Lokomotive Rostock (Günter Sternberg, Michael, Noppe)              | Lokomotive Eisenach                                         | Wismut Aue                                   |
| 1975 | Lokomotive Rostock                                                 | Wismut Aue                                                  | Traktor Sondershausen-West                   |
| 1976 | Lokomotive Rostock                                                 | Wismut Aue                                                  | Lokomotive Eisenach                          |
| 1977 | Lokomotive Rostock                                                 | Motor Finsterwalde                                          | Wismut Aue                                   |
| 1978 | Lokomotive Rostock                                                 | Motor Finsterwalde                                          | Wismut Aue                                   |
| 1979 | Lokomotive Rostock                                                 | Motor Finsterwalde                                          | Elektro Sondershausen                        |
| 1980 | Aufbau Dresden Nord (Grün, Wolf, Stottmeister)                     | Lokomotive Rostock                                          | Motor Finsterwalde                           |
| 1981 |                                                                    |                                                             |                                              |
| 1982 | Motor Finsterwalde                                                 | Wismut Aue                                                  | EGS Suhl                                     |
| 1983 | EGS Suhl                                                           | Motor Finsterwalde                                          | Carl Zeiß Jena                               |
| 1984 | Wismut Aue                                                         | EGS Suhl                                                    | HSG DHfK Leipzig                             |
| 1985 |                                                                    |                                                             |                                              |
| 1986 | EGS Suhl                                                           | Wismut Aue                                                  | Bermann Borsig Berlin                        |
| 1987 |                                                                    |                                                             |                                              |
| 1988 |                                                                    |                                                             |                                              |
| 1989 |                                                                    |                                                             |                                              |
| 1990 | EGS Suhl                                                           | Bermann Borsig Berlin                                       | Wismut Aue                                   |

## FITA-Runde Damenmannschaft
| Jahr | 1. Platz                                            | 2. Platz                                                       | 3. Platz                                                  |
| ---- | --------------------------------------------------- | -------------------------------------------------------------- | --------------------------------------------------------- |
| 1959 | Stahl Gröditz                                       |                                                                |                                                           |
| 1960 | Einheit Zittau                                      |                                                                |                                                           |
| 1961 | Vorwärts Strausberg                                 | Motor Carl Zeiß Jena                                           | Fortschritt Kirschau                                      |
| 1962 | Lokomotive Löbau                                    | Vorwärts Strausberg                                            | Fortschritt Zittau                                        |
| 1963 | Vorwärts Strausberg                                 | Lokomotive Löbau                                               | Stahl Maxhütte Könitz                                     |
| 1964 | Vorwärts Strausberg (Gerda Hegewald, Michel, Bätke) |                                                                |                                                           |
| 1965 | Einheit Glauchau (Förster, Michel, Bätke)           |                                                                |                                                           |
| 1966 | TSG Werner Seelenbinder Saalfeld                    |                                                                |                                                           |
| 1967 | TSG Saalfeld                                        |                                                                |                                                           |
| 1968 | TSG Saalfeld                                        | HSG Wissenschaft DHfK Leipzig                                  | Vorwärts Strausberg                                       |
| 1969 | Motor Carl Zeiß Jena (Isecke, Möller, Poytsch)      | TSG Werner Seelenbinder Saalfeld (Peike, Zimmermann, Demtwolf) | Vorwärts Strausberg (Gerda Hegewald, Kleimann, Schreiber) |
| 1970 | TSG Saalfeld                                        |                                                                |                                                           |
| 1971 | TSG Saalfeld                                        | Stahl Maxhütte-Könitz                                          | Vorwärts Strausberg                                       |
| 1972 | Chemie Pirna (Leuschke, Kolbe, Sickor)              |                                                                |                                                           |
| 1973 | Wismut Aue                                          | Chemie Pirna                                                   | Aufbau Dresden Nord                                       |
| 1974 | Wismut Aue                                          | Stahl Maxhütte Könitz                                          | Traktor Sondershausen-West                                |
| 1975 | Wismut Aue                                          | Chemie Pirna                                                   | Stahl Maxhütte Könitz                                     |
| 1976 | Wismut Aue                                          | Elektro Sondershausen-West                                     | Stahl Maxhütte Könitz                                     |
| 1977 | Wismut Aue                                          | Stahl Maxhütte Könitz                                          | Elektro Sondershausen-West                                |
| 1978 | Wismut Aue                                          | Bergmann-Borsig Berlin                                         | Vorwärts Strausberg                                       |
| 1979 | Bergmann-Borsig Berlin                              | Wismut Aue                                                     | Stahl Maxhütte Könitz                                     |
| 1980 | Bergmann-Borsig Berlin                              | Wismut Aue                                                     | Vorwärts Strausberg                                       |
| 1981 |                                                     |                                                                |                                                           |
| 1982 | Bergmann-Borsig Berlin                              | Wismut Aue                                                     | Vorwärts Strausberg                                       |
| 1983 | Wismut Aue                                          | Bergmann-Borsig Berlin                                         | Vorwärts Strausberg                                       |
| 1984 | Wismut Aue                                          | Bergmann-Borsig Berlin                                         | Chemie PCK Schwedt                                        |
| 1985 |                                                     |                                                                |                                                           |
| 1986 | Bergmann-Borsig Berlin                              | Wismut Aue                                                     | Vorwärts Strausberg                                       |
| 1987 |                                                     |                                                                |                                                           |
| 1988 |                                                     |                                                                |                                                           |
| 1989 |                                                     |                                                                |                                                           |
| 1990 | Wismut Aue                                          | Bergmann-Borsig Berlin                                         |                                                           |

## Feld- und Jagdschießen Herrenmannschaft
| Jahr | 1. Platz                                                   | 2. Platz                                            | 3. Platz                                                       |
| ---- | ---------------------------------------------------------- | --------------------------------------------------- | -------------------------------------------------------------- |
| 1973 | Robotron Radeberg (Schulze, Göldner, Hönicke)              | Lokomotive Eisenach                                 | Motor Zeiß Jena                                                |
| 1974 | Lokomotive Rostock (Günter Sternberg, Michael, Noppe)      | Lokomotive Eisenach                                 | Motor Zeiß Jena                                                |
| 1975 | Lokomotive Rostock (Günter Sternberg, Michael, Lichtwardt) | HSG DHfK Leipzig (Siegfried Linke, Buder, Maier)    | Aufbau Dresden Nord (Werner Grün, Wolf, Richter)               |
| 1976 | Lokomotive Rostock                                         | Lokomotive Eisenach                                 | Chemie Pirna                                                   |
| 1977 | Aufbau Dresden Nord                                        | Lokomotive Eisenach                                 | Lokomotive Rostock                                             |
| 1978 | Lokomotive Rostock (Günter Sternberg, Michael, Noppe)      | HSG DHfK Leipzig (Siegfried Linke, Buder, Kaufmann) | Aufbau Dresden Nord (Werner Grün, Wolf, Wolfgang Stottmeister) |
| 1979 | Aufbau Dresden Nord (Werner Grün, Finsterbusch, Wolf)      | Lokomotive Rostock (Lichtwardt, Michael, Noppe)     | Lokomotive Eisenach (Gerhard Specht, Backhaus, Kunze)          |

## Hallenmeisterschaften Mannschaft
| Jahr | Herren              | Damen                  |
| ---- | ------------------- | ---------------------- |
| 1974 | Lokomotive Rostock  | Wismut Aue             |
| 1975 | Lokomotive Rostock  | Wismut Aue             |
| 1976 | Lokomotive Rostock  | Wismut Aue             |
| 1977 | Lokomotive Rostock  | Wismut Aue             |
| 1978 | Lokomotive Rostock  | Wismut Aue             |
| 1979 | Lokomotive Rostock  | Bergmann-Borsig Berlin |
| 1980 | Aufbau Dresden Nord | Bergmann-Borsig Berlin |
| 1981 |                     |                        |
| 1982 | Motor Finsterwalde  | Bergmann-Borsig Berlin |
| 1983 | EGS Suhl            | Wismut Aue             |
| 1984 | Wismut Aue          | Wismut Aue             |
| 1985 |                     |                        |
| 1986 | EGS Suhl            | Bergmann-Borsig Berlin |